# Ben Sasse
Benjamin Eric Sasse (Plainview (Nebraska), 22 de febrero de 1972) es un político estadounidense. Representó al estado de Nebraska en el Senado de ese país de 2015, hasta su renuncia, en 2023. Está afiliado al Partido Republicano.